# Harshad Arora
Harshad Arora (sinh 3 tháng 9 năm 1987) là người mẫu kiêm diễn viên truyền hình Ấn Độ. Anh được khán giả Việt biết đến với vai diễn Sunil Vyas trong bộ phim Saraswatichandra.